# Старые Халеевичи
Старые Халеевичи — село в Стародубском муниципальном округе Брянской области.

## География
Находится в южной части Брянской области на расстоянии приблизительно 13 км по прямой на запад-северо-запад от районного центра города Стародуб.

## История
Упоминалось как Халеевичи с 1610 года. С XVIII века действовала Николаевская церковь (не сохранилась). В XVIII веке входило в Новоместскую сотню Стародубского полка. В 1859 году здесь (село Стародубского уезда Черниговской губернии) было учтено 73 двора, в 1892—124. В середине XX века работал колхоз «Красные Вишеньки». До 2020 года входило в состав Запольскохалеевичского сельского поселения Стародубского района до их упразднения.

## Население
Численность населения: 600 человек (1859 год), 791 (1892), 233 человека в 2002 году (русские 100 %), 219 в 2010.